# Czernidłówka szarawa

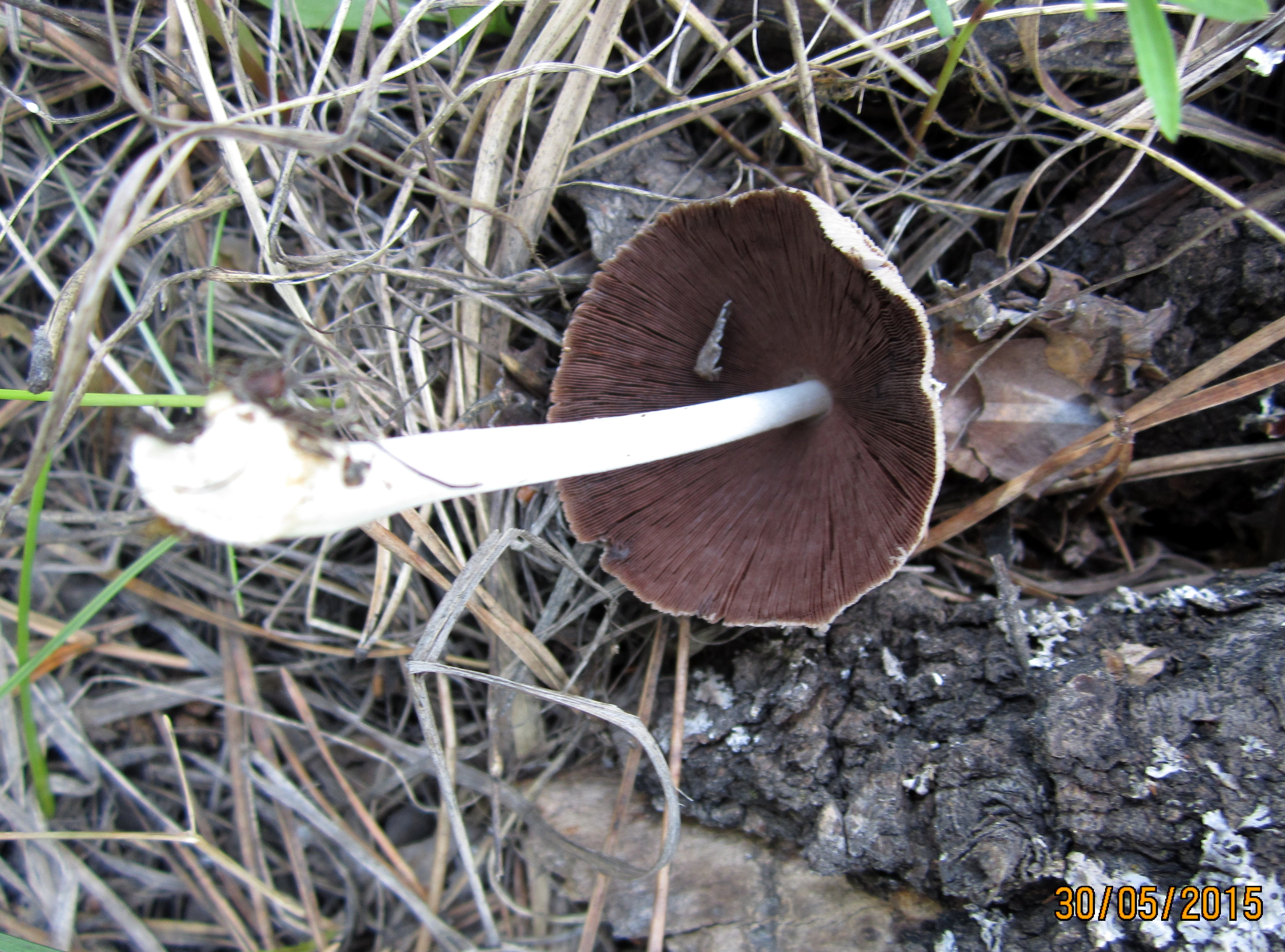

Czernidłówka szarawa, czernidłak szarawy (Coprinopsis cinerea (Schaeff.) Redhead, Vilgalys & Moncalvo) – gatunek grzybów należący do rodziny kruchaweczkowatych (Psathyrellaceae). Jest organizmem modelowym do badania grzybów wielkoowocnikowych.

## Systematyka
Pozycja w klasyfikacji według Index Fungorum: Coprinopsis, Psathyrellaceae, Agaricales, Agaricomycetidae, Agaricomycetes, Agaricomycotina, Basidiomycota, Fungi.
Po raz pierwszy opisał go w 1774 r. Jacob Christian Schaeffer nadając mu nazwę Agaricus cinereus. W 1921 r. Samuel Frederick Gray przeniósł go do rodzaju Coprinus (czernidłak). W wyniku badań filogenetycznych prowadzonych na przełomie XX i XXI wieku mykolodzy ustalili, że rodzaj Coprinus jest polifiletyczny i rozbili go na kilka rodzajów. Obecną, uznaną przez Index Fungorum nazwę nadali temu gatunkowi Redhead, Vilgalys i Moncalvo w 2001 r.
Ma około 30 synonimów. Niektóre z nich:
- Coprinopsis cinerea var. foersterorum A. Melzer 2009
- Coprinus cinereus (Schaeff.) Gray 1821
- Coprinus delicatulus Apinis 1965
- Coprinus macrorhizus var. microsporus (Hongo) Bogart 1975
- Coprinus macrorhizus var. microsporus (Hongo) Bogart 1979

Polską nazwę nadali Barbara Gumińska i Władysław Wojewoda w 1983 r. dla synonimu Coprinus cinereus. Opisywany był także jako czernidłak rościekliwy (Franciszek Błoński 1889), czernidłak rozciekliwy (F. Kwieciński 1896) i czernidłak nawozowy (Stanisław Chełchowski). Po przeniesieniu do rodzaju Coprinellus wszystkie te nazwy stały się niespójne z obecną nazwą naukową. W 2025 r. Komisja ds. Polskiego Nazewnictwa Grzybów Polskiego Towarzystwa Mykologicznego zarekomendowała dla rodzaju Coprinopsis nazwę czernidłówka.

## Morfologia
KapeluszO szerokości 1,8–3,8 cm i wysokości 2,5–3,4 cm, dzwonkowaty do wypukłego, z lekko podniesionym wierzchołkiem. Powierzchnia o barwie od szarej do szaro-brązowej, na wierzchołku jasnobrązowa. Zasnówka włosowato- łuskowata, łuski białawe, luźno przylegające i łatwo usuwalne, pokrywające całą powierzchnię kapelusza, bardziej skupione wokół wierzchołka. Brzeg nieregularny, promieniowo żłobkowany.
BlaszkiWolne, nierówne, stłoczone, wąskie, rozpływające się, za młodu białe, w okresie dojrzałości szarawo czarne.
TrzonWysokość 6,5–8,7 cm, średnica 0,5–0,8 cm, zwężający się ku górze, u nasady bulwiasty ze zwężającą się nibybulwką, pusty. Powierzchnia biała, włóknista; nibybulwka biała, stała, wydłużona do 7 cm. Pierścienia brak.
MiąższCienki, czerniejący w okresie dojrzałości. Ma łagodny smak i zapach.
Cechy mikroskopowePodstawki maczugowate o wielkości 10–14 × 7–9 µm, większe podstawki są cylindryczno-maczugowate o rozmiarze 15,5–21,3 × 7,5–11,5 µm, wszystkie 4-zarodnikowe, cienkościenne, szkliste; ze sterygmami o długości 2–3,6 µm. Brzegi blaszek heteromorficzne. Cheilocystydy 17–41,5 × 15,6–41,3 µm, liczne, kuliste do jajowatych, cienkościenne, szkliste. Pleurocystydy 27–57 × 11,5–31,5 µm, wydłużone, elipsoidalne do wrzecionowatych, cienkościenne, szkliste. Osłona złożona z komórek o wielkości 24–71 × 7–17 µm, cylindrycznych, elipsoidalnych lub nabrzmiałych, cienkościennych, szklistych, z najwyższymi komórkami zwężającymi się ku górze, czasami ze sprzążką na przegrodzie. Miąższ złożony z promieniście ułożonych, cylindrycznych, cienkościennych strzępek o szerokości 7–22,7 µm. Trama regularna, zbudowana z cienkościennych szklistych strzępek szerokości 5,7–14,2 µm. Subhymenium zbudowane z pseudoparenchy. Strzępki skórki i miąższu przeplatana wzdłużnie, cienkościenne, szkliste o szerokości 4–21,3 µm. Na wszystkich strzępkach sprzążki.

## Występowanie i siedlisko
Znane jest występowanie Coprinopsis cinerea w Ameryce Północnej i Europie. W piśmiennictwie naukowym na terenie Polski podano wiele jego stanowisk. Liczne i bardziej aktualne stanowiska podaje internetowy atlas grzybów. Jest w nim zaliczony do gatunków rzadkich i wartych objęcia ochroną.
Saprotrof, grzyb koprofilny. Występuje w lasach, ogrodach, na leśnych polanach, pastwiskach i przy drogach, na pryzmach obornika zmieszanego ze słomą i nagrzewających się w wyniku fermentacji.

## Znaczenie
- Coprinopsis cinerea jest łatwy do hodowli w laboratorium i z tego powodu został jednym z organizmów modelowych. Przeprowadzono na nim wiele prac badawczych. Szczególnie dobrze nadaje się do badania mejozy ze względu na jej synchroniczny przebieg i przedłużoną profazę[10].
- Po raz pierwszy jego genom zsekwencjonowano w 2003 r.[2] Trzecią, najnowszą rewizję genomu przeprowadzono w 2010 r. Jego haploidalny genom ma 37,5 Mb[11].
- W 2014 roku odkryto produkowane przez Coprinopsis cinerea białko o właściwościach antybiotycznych. Białko to, znane jako copsin, ma podobne działanie do innych niebiałkowych antybiotyków pochodzenia organicznego. Jak dotąd nie ustalono, czy z tego białka można opracować antybiotyk dla ludzi i innych zwierząt[12].
- W normalnych warunkach jest nieszkodliwy dla zdrowia ludzi i zwierząt. Może jednak powodować oportunistyczne grzybice u ludzi z obniżoną odpornością., będących na przykład po przeszczepie hematopoetycznych komórek macierzystych lub w inny sposób poddawanych leczeniu immunosupresyjnemu[13]. Większość zgłoszonych grzybic przypadków to infekcje dróg oddechowych, ale zgłaszano przypadki obejmujące serce, skórę, mózg lub jelita, a infekcje mogą szybko przekształcić się w układowe. Chociaż zakażenie Coprinopsis cinerea jest wyjątkowo rzadkie, jest trudne do leczenia i często prowadzi do zgonu w tej wrażliwej grupie pacjentów[14].
- Wytwarza lakazę. Jest to enzym mający zdolność rozkładania związków fenolowych i aromatycznych amin[15].